# 1388

## أحداث
- تنصيب الملك جونگيانگ علي مملكة غوريو (كوريا حاليا ): الجنرال يي سونغ غاي ، بعد أن أمره وو ملك غوريو بمهاجمة القوات الصينية، و بينما كان في جزيرة ويهوا عند نهر يالو اتخذ قرار الثورة (انقلاب) والعودة للعاصمة كايسيونج .وقام بخلع الملك قسراً، وقام بتنصيب الملك جونگيانگ بعد أن فرض سيطرته على البلاط الملكي من خلال دميته (الملك) وبعد أربع سنوات من حكمه في عام 1392 قام الجنرال يي سونغ غاي بخلع الملك، واعتلى العرش وبذلك تنتهي مملكة غوريو بعد 475 عاماً من الحكم .[1][2][3]
- في 27 أغسطس : وقعت معركة بيلكة بينالمملكة البوسنيةبقيادة دوق فلاتكو فوكوفيتش و الدولة العثمانية تحت قيادة لالا شاهين باشا، وانتهت بانتصار مملكة البوسنة .

## مواليد
- ابن بنت الأقصرائي
- أبو يحيى ابن عاصم

## وفيات
- إبراهيم بن موسى الشاطبي
- تشوي يونغ
- جيوفاني دوندي
- فيروز شاه تغلق